# جمعية إغاثة أطفال فلسطين
جمعية إغاثة أطفال فلسطين (بالإنجليزية: Palestine Children's Relief Fund)‏ (يرمز لها اختصارًا PCRF) منظمة غير حكومية وغير ربحية مقرها في ولاية أوهايو، تأسست في عام 1991 في الولايات المتحدة بواسطة منظمات إنسانية تعنى بتقديم خدمات طبية وإنسانية مجانية للأطفال المصابين والمرضى الفلسطينيين والتي غير متوفرة لهم محليًا. منذ تأسيسها، عالجت الجمعية أكثر من 1,000 طفل خارج الشرق الأوسط.
خالد أبو غزالة، هو رئيس مجلس الإدارة؛ أشرف أبو عيسى من الدوحة، قطر، نائب رئيس مجلس الإدارة.

## الأنشطة الإنسانية
ترسل جمعية إغاثة أطفال فلسطين معدات وإمدادات طبية وأفراد طبيين أمريكيين إلى المنطقة لعلاج الحالات الصعبة وتدريب الجراحين الفلسطينيين. يتم علاج العديد من الأطفال المصابين أو المرضى في الولايات المتحدة مجانًا. يعتمد جمعية إغاثة أطفال فلسطين على المتطوعين في جميع أنحاء الولايات المتحدة الذين يعملون كعائلات مضيفة ومانحة. تساعد المنظمة أيضًا الأطفال الذين يعانون من دول الشرق الأوسط الأخرى، بناءً على الاحتياجات الطبية.
في عام 2006، شاركت جمعية إغاثة أطفال فلسطين، بالتعاون مع المجلس الثقافي البريطاني، في إنتاج الفيلم الوثائقي "Open Heart" الذي استمر 22 دقيقة من إعداد كلير فاولر حول الرعاية الصحية في الأراضي الفلسطينية. عُرض لاحقًا في مهرجانات الأفلام حول العالم.

## الجوائز
اعتبارًا من سبتمبر 2009، حصل المركز على 4 نجوم من مؤسسة تقييم المنظمات الخيرية «ملاح المنظمات الخيرية» (بالإنجليزية: Charity Navigator)‏، وهي مقيم مستقل للإدارة المالية للجمعيات الخيرية. لقد تلقت الدعم والتأييد من السناتور بول ساربانيس، عضو الكونغرس ألبرت وين والممثل ريتشارد جير.
في أكتوبر 2006، أصدر الرئيس الأمريكي السابق جيمي كارتر مصادقة بالفيديو للمنظمة.

## النقد
انتقدت جمعية إغاثة أطفال فلسطين في الماضي بسبب ارتباطها المالي بمؤسسة الأرض المقدسة للإغاثة والتنمية، التي أغلقتها حكومة الولايات المتحدة بسبب الاشتباه في قيامها بتمويل تبرعات للمنظمات الإرهابية. أثر ذلك على سمعة الجمعية داخل الأراضي المحتلة. طلبت مؤسسة الأرض المقدسة للإغاثة والتنمية من وزارة الخزانة الأمريكية السماح بتحويل 50,000 دولار من حساباتها إلى الجمعية.

## وصلات خارجية
- موقع جمعية إغاثة أطفال فلسطين الرسمي.
- تقرير الجمعية المالي.